# Omazići
Omazići är en ort i Bosnien och Hercegovina.   Den ligger i entiteten Federationen Bosnien och Hercegovina, i den centrala delen av landet, 70 km norr om huvudstaden Sarajevo. Omazići ligger 361 meter över havet och antalet invånare är 1 389.
Terrängen runt Omazići är kuperad åt sydväst, men åt nordost är den platt. Runt Omazići är det ganska tätbefolkat, med 93 invånare per kvadratkilometer.. Närmaste större samhälle är Tuzla, 15,7 km nordost om Omazići. 
I omgivningarna runt Omazići växer i huvudsak blandskog.